# Antieventyr
Et antieventyr er et eventyr, som er blevet omskrevet. For eksempel kan Snehvide og de syv små dværge blive kaldt: "Narkomanen og de syv kanyler" – hvor fortællingen minder meget om selve eventyret, men er en mere humoristisk historie, som er meget fantasifuld. Rune T. Kidde er en meget kendt antieventyr-forfatter, som bl.a. er kendt for: Den lilla møghætte og pulven, Den grumme ælling, De tre store svin, Nille Nullerpige, Hærge-Hans og Grimme Grete m.m.